# Ширяев, Леонид Алексеевич
Леонид Алексеевич Ширяев (род. 13 января 1952, с. Старая Хворостань, Лискинский район, Воронежская область, РСФСР, СССР) — советский и российский деятель органов внутренних дел и уголовно-исполнительной системы.
Заместитель начальника Главного управления исполнения наказаний МВД Российской Федерации (1990—1998). Заместитель министра [какого?]Российской Федерации (1995—1996).
Генерал-майор внутренней службы (1995). Почётный работник уголовно-исполнительной системы (2014). Участник боевых действий.

## Биография
Родился 13 января 1952 в селе Старая Хворостань Лискинского района Воронежской области, в семье сельских учителей.
- В 1974 окончил Липецкий политехнический институт[1].
- В 1981 окончил Академию МВД СССР (с отличием)[1].

В 1972 во время учёбы в институте работал вожатым во Всесоюзном пионерском лагере «Артек» имени В. И. Ленина. После окончания института работал слесарем на Новолипецком металлургическом заводе.

### Служба в органах внутренних дел
С 1974 по 1975 проходил срочную службу в рядах Вооружённых сил СССР, в ракетных войсках стратегического назначения. 
В январе 1976 года направлен на службу в органы внутренних дел.
В 1976—1990 годах проходил службу в исправительно-трудовой системе Липецкой области. Прошёл путь от старшего инженера производства учреждения до начальника областного Управления исправительно-трудовых учреждений (9 подразделений: 2 тюрьмы, 7 колоний, около 3-х тысяч сотрудников, более 10 тысяч осуждённых).
В 1990 году назначен заместителем начальника Главного управления по исправительным делам МВД РСФСР, а затем заместителем начальника Главного управления исполнения наказаний МВД России.
В период 1990—1998 гг. участвовал в разработке различных нормативных документов по реформированию и совершенствованию деятельности уголовно-исполнительной системы.
Указом президента Российской Федерации от 21 февраля 1995 года № 186 присвоено специальное звание «генерал-майор внутренней службы».
Обеспечивал через соответствующие подчиненные структуры подбор, обучение, воспитание и расстановку кадров уголовно-исполнительной системы России (более 400 тыс. человек), организовывал проведение воспитательной работы с осуждёнными (более 1,2 млн. человек).
Организовал и провел работу по открытию в колониях и тюрьмах более 600 церквей, храмов, молельных комнат для отправления обрядов верующими-осужденными различных религиозных конфессий. Неоднократно возглавлял операции но ликвидации в подразделениях уголовно-исполнительной системы массовых беспорядков, чрезвычайных происшествий и различных эксцессов среди осужденных.

### Участие в боевых действиях
Выезжал в служебные командировки на территорию Северо-Кавказского региона для выполнения особых заданий.
1994 году в зоне «чрезвычайного положения» на Северном Кавказе был назначен начальником Оперативно-следственной группы МВД России по Республике Северной Осетии-Алании и Республике Ингушетия по руководству, координации и обеспечению взаимодействия Министерств внутренних дел этих республик. 
В 1995 году Ширяев, имевший опыт участия в разрешении межнациональных конфликтов, был направлен в зону «чрезвычайного положения» в Чеченскую Республику. Распоряжением Правительства Российской Федерации был назначен Заместителем руководителя Территориального управления федеральных органов исполнительной власти (в ранге заместителя министра Российской Федерации) в Чеченской Республике по обеспечению взаимодействия и координации деятельности правоохранительных органов и силовых структур, находящихся на территории Республики, организации и ведению переговоров но урегулированию чеченского кризиса, обеспечению безопасности высших должностных лиц на ее территории.  
В январе 1998 года Ширяев вышел в отставку по болезни в звании генерал-майора внутренней службы.

### Общественная деятельность
В 1996 году был доверенным лицом Бориса Ельцина, зарегистрированного кандидатом на должность президента Российской Федерации, за что позже был награждён благодарностью Президента Российской Федерации (1996).
Находясь на службе, в ноябре 1997 года создал и возглавил Российскую Православную благотворительную организацию «Общество «Духовное возрождение». Отмечен орденом святого князя Даниила Московского III степени (1997).
С 1998 года является вице-президентом Фонда «Липецкое землячество» в Москве. Имеет медаль «Во славу Липецкой области» и благодарность Главы администрации Липецкой области.
В 1998 году, после выздоровления, стал заместителем председателя совета фонда «Правопорядок-Щит», в 2000 году председателем Совета, в 2005 — первым вице-президентом Фонда. В рамках реализации благотворительной программы «Герои Отечества» занимается патриотическим воспитанием молодёжи. 
С 2003 года является советником Российского Совета ветеранов органов внутренних дел и внутренних войск. В 2022 году избран членом Президиума этой организации.
В 2018 году возглавил Совет Региональной общественной организации ветеранов центрального аппарата уголовно-исполнительной системы. Является членом Совета Общероссийской общественной организации ветеранов уголовно-исполнительной системы.
Имеет множество общественных наград.

## Семья
Женат. Дочь. Внучка, внук.

## Награды
государственные
- Медаль «За отличие в охране общественного порядка»
- Медаль Жукова

юбилейные
- Медаль «В память 850-летия Москвы»
- Медаль «300 лет Российскому флоту»
- Часы и Благодарность Президента Российской Федерации (1996) — «за активное участие в организации и проведении выборной кампании Президента Российской Федерации в 1996 году»[4][9]

ведомственные
МВД СССР
- Нагрудный знак «За отличную службу в МВД»
- Медаль «За безупречную службу в МВД» I, II и III степени

МВД России
- Медаль «За доблесть в службе»
- Медаль «За боевое содружество»
- Медаль «200 лет МВД»
- Лауреат Премии МВД России — за большую работу по героико-патриотическому воспитанию сотрудников и военнослужащих МВД России
- Нагрудный знак «За содействие МВД»

Минюст России
- Медаль «За усердие» II степени

ФСИН России
- Звание «Почётный работник уголовно-исполнительной системы» (2014)
- Медаль Михаила Галкина-Враского
- Золотая медаль «За вклад в развитие уголовно-исполнительной системы России»
- Наградное огнестрельное оружие (2021) — за значительный личный вклад в укрепление законности и правопорядка, а также оказание содействия уголовно-исполнительной системе Российской Федерации в решении возложенных на неё задач
- Нагрудный знак «За отличную службу в УИС» I и II степени

религиозные
- Орден Святого благоверного князя Даниила Московского III степени (1997, РПЦ) — во внимание к трудам по духовно-нравственному становлению и исправлению осуждённых

общественные
- Памятный знак «Почётный ветеран» — за особые заслуги в ветеранском движении города Москвы
- Памятная медаль «Патриот России» от Государственного военно-историко-культурного центра при Правительстве Российской Федерации
- Медаль «За вклад в развитие и укрепление ветеранского движения» от Российского совета ветеранов органов внутренних дел и внутренних войск
- Орден «За верность традициям» от Союза ветеранов госбезопасности
- Орденский знак «За верность Отечеству» от Общероссийской общественной организации ветеранов Вооруженных сил Российской Федерации
- Медаль «100 лет Всесоюзной пионерской организации»[10]
- В 1998 году избран членом-корреспондентом международной Академии КОНТЕНАНТ (Международная организация по интеграции науки, технологии, производства, образовании и культуры) с присвоением учёной степени доктора наук.
- Медаль «Во славу Липецкой области» и благодарность Главы администрации Липецкой области (2021) — за многолетнюю и плодотворную работу по созданию и укреплению прочных связей земляков липчан в Москве с органами исполнительной и законодательной власти Липецкой области